# Allium deserti-syriaci
Allium deserti-syriaci är en amaryllisväxtart som beskrevs av Naomi Feinbrun. Allium deserti-syriaci ingår i släktet lökar, och familjen amaryllisväxter. Inga underarter finns listade i Catalogue of Life.